# Louidgi Beltrame
Pour les articles homonymes, voir Beltrame.
 (juillet 2009).
Si vous disposez d'ouvrages ou d'articles de référence ou si vous connaissez des sites web de qualité traitant du thème abordé ici, merci de compléter l'article en donnant les références utiles à sa vérifiabilité et en les liant à la section « Notes et références ».
Louidgi Beltrame est un artiste français, né en 1971 à Marseille.

## Parcours
Louidgi Beltrame a suivi des études à l'École supérieure d'art et de design Marseille-Méditerranée, au Fresnoy - Studio national des arts contemporains ainsi qu'à la villa Arson à Nice.
Son travail s'articule autour de la vidéo, envisageant l'architecture comme une narration dont le résultat, relevant à la foi du documentaire, de la fiction, et du dessin d'architecture, se partage entre langage architectural et cinématographique.
Il vit et travaille à Paris. Il est représenté par la galerie Jousse Entreprise.

## Expositions

### Expositions personnelles
- 2024
  - « La huaca pleure »[2], Centre d'art contemporain - Le Crédac, Ivry-sur-Seine

- 2016
  - « El Brujo », Palais de Tokyo, Paris[3]
- 2010
  - Les Églises, Centre d'art contemporain de Chelles
- 2008
  - Brasilia/Chandigarh, galerie Jousse Entreprise, Paris
  - Project Room du musée d’Art moderne et contemporain, Strasbourg
  - Auditorium du musée d’Art moderne et contemporain, Strasbourg
- 2007
  - « The city as a script », Pinchuk Art Center, Kiev
- 2006
  - Atelier du Jeu de Paume, Paris
  - « Ondas Tropicais, Les Nuits Tropicales », Palais de Tokyo, Paris
- 2005
  - Cinéma contemporain, Point-Ligne-Plan, musée d'Art contemporain du Val-de-Marne, Vitry-sur-Seine
  - « Chez Georges », programme BDV, Centre Georges-Pompidou, Paris
- 2003
  - « Vertical Island », Archive Gallery, Toronto

### Expositions collectives
- 2009
  - Festival international du film de Rotterdam
  - « Songes d’une nuit d’hiver », galerie Jousse Entreprise, Paris
- 2008
  - Rencontres internationales Paris/Madrid/Berlin, Maison européenne de la photographie
  - Festival international du film de Locarno
  - Festival international du documentaire, Marseille
  - « The Clearing », International Triennal of Contemporary Art, National Gallery, Prague
  - « 10 ans Point-Ligne-Plan », Centre Georges-Pompidou, Paris
- 2007
  - FIAC, galerie La Blanchisserie, Paris
  - Brasilia/Chandigarh/Le Havre, Portraits de ville, musée André Malraux, Le Havre
  - « Video sit-down dinner », LMAK Projects, New York
  - « Monumenta », programmation Point-Ligne-Plan, Grand Palais, Paris
  - « Territoires en expansion », Maison d’art Bernard-Anthonioz, Nogent-sur-Marne
  - « Re-trait », Fondation d'entreprise Pernod Ricard, Paris
- 2006
  - « L’usage du monde », Salon Mali, musée d'Art moderne et contemporain, Rijeka, Croatie
  - Hiroshima Art Document, Hiroshima
  - Triennale d'Echigo-Tsumari, Niigata
  - « La ultima quarta », Théâtre national, Brasilia
  - « Two scenes in three acts », Speech Box, Theatre 3, Stockholm
  - « Toutes les nuits (en 6 jours) », festival international du documentaire, Marseille
  - « Projections-Performances », galerie agnès b., Paris
  - « Notre Histoire », Palais de Tokyo, Paris
  - Rémanence, Fenêtre sur le court métrage contemporain, Cinémathèque française, Paris
- 2005
  - « Radiodays », De Appel, Amsterdam
  - « Pop up! », dans le cadre de l’exposition Andy Warhol, l’œuvre ultime, musée d'Art contemporain, Lyon
- 2004
  - « Parking », centre d'art de Brétigny-sur-Orge
  - « The Building », Former Bank of Japan, Hiroshima Art Document 2004, Hiroshima
  - « Code Unknown », Palais de Tokyo, Paris
  - « Yumeji », Palais de Tokyo, Paris
- 2003
  - Design matography y experimental design biennale, Lisbonne
  - « May your DV be with you », Palais de Tokyo, Paris
  - « One Minute Before », musée d'art contemporain, Macao
  - « Manifesto », Point-Ligne-Plan, La Fémis, Paris